# Der Sheriff
Der Sheriff (Originaltitel: I Walk the Line) ist ein US-amerikanisches Filmdrama von John Frankenheimer aus dem Jahr 1970. Die Hauptrollen spielen Gregory Peck und Tuesday Weld. Das Drehbuch basiert auf dem Roman An Exile von Madison Jones.

## Handlung
Henry Tawes ist Sheriff der Kleinstadt Sutton im US-Bundesstaat Tennessee. Bei der Verfolgung eines Pickups begegnet er den Geschwistern Buddy und Alma McCain, beides Teenager. Alma kommt später in sein Büro und erklärt, ein weiterer Bruder, Clay, habe sie sitzenlassen. Als Tawes das Mädchen nach Hause fahren will, verführt sie ihn.
Tawes ist von seiner Ehefrau Ellen-Haney gelangweilt. Als Almas Vater Carl, der Alkoholschmuggel betreibt, von Tawes Unterstützung fordert, beginnt zwischen Alma und ihm eine leidenschaftliche Affäre. Das FBI schickt den Agenten Bascomb nach Sutton, um den Schmugglerring um McCain zu zerschlagen. Tawes’ Deputy Hunnicutt schöpft Verdacht, dass sein Vorgesetzter eine verbotene Affäre unterhält. Bei seinen Nachforschungen stellt er Alma nach, greift sie an und wird von Almas Familie getötet. Tawes lässt die Leiche verschwinden und will sich mit Alma nach Kalifornien absetzen. Zurück in der Stadt bemerkt Tawes, dass die McCains geflohen sind. Er verfolgt die Flüchtigen und kann sie stellen. Doch nun will Alma nicht mehr mit ihm weggehen. Sie schlägt ihn mit einem Haken nieder und lässt ihn verwundet auf dem Highway zurück.

## Hintergrund
Die Produktion der Columbia Pictures verfügte über ein Budget von ca. vier Millionen US-Dollar. Gedreht wurde in Gainesboro im US-Bundesstaat Tennessee. Tuesday Weld, die einen Teenager spielt, war zum Zeitpunkt der Dreharbeiten 27 Jahre alt.
Zuerst sollte der Film im Original September Country heißen. Den Titel I Walk the Line bekam er durch Johnny Cash, der seinen Hit von 1956 für den Film neu aufnahm. Der Sheriff wurde am 18. November 1970 in den USA uraufgeführt. In die deutschen Kinos kam er am 4. Februar 1971.

## Kritiken
Das Lexikon des internationalen Films urteilte: „Balladenhafter Film, der bürgerliche Werte und Normen in einem zwielichtigen Glanz erscheinen läßt; er erreicht zwar nicht die Qualität früherer Werke Frankenheimers, fasziniert aber durch die fotografische Ästhetik sowie die Musik, die ebenso anklagend wie harmonisierend ist.“
Variety schrieb, der Film habe eine authentische, düstere und mutige Atmosphäre. Cashs Balladen unterstützten den Film unfassbar gefühlvoll. Tony Mastroianni von der Cleveland Press hingegen empfand den Film als zu flach. Frankenheimer mache entweder Meisterwerke oder Fehlschläge, dieser Film sei einer der Fehlschläge.

## Synchronisation
| Rolle            | Darsteller      | Synchronsprecher      |
| ---------------- | --------------- | --------------------- |
| Sheriff Tawes    | Gregory Peck    | Wolfgang Lukschy      |
| Alma McCain      | Tuesday Weld    | Constanze Engelbrecht |
| Carl McCain      | Ralph Meeker    | Wolfgang Amerbacher   |
| Deputy Hunnicutt | Charles Durning | Thomas Braut          |
| Mann             | Jerry Lewis     | Horst Sachtleben      |